# 1035 (szám)
Az 1035 (római számmal: MXXXV) az 1034 és 1036 között található természetes szám.

## A szám a matematikában
A tízes számrendszerbeli 1035-ös a kettes számrendszerben 10000001011, a nyolcas számrendszerben 2013, a tizenhatos számrendszerben 40B alakban írható fel.
Az 1035 páratlan szám, összetett szám. Kanonikus alakja 32 · 51 · 231, normálalakban az 1,035 · 103 szorzattal írható fel. Tizenkét osztója van a természetes számok halmazán, ezek növekvő sorrendben: 1, 3, 5, 9, 15, 23, 45, 69, 115, 207, 345 és 1035.
Háromszögszám. Hatszögszám. Középpontos tetraéderszám.
Az 1035 huszonkét szám valódiosztó-összegeként áll elő, közülük a legkisebb az 1305.

## Csillagászat
- 1035 Amata kisbolygó